# Hønsefugle
Hønsefugle (latin: Galliformes) er en orden inden for fuglene med knap 300 kendte arter, herunder erhvervsmæssigt vigtige arter som de forskellige kalkuner, fasaner og høns. Hønsefuglene er udbredt over hele verden på nær Antarktis. De fleste er standfugle, dog er fx vagtlen en trækfugl, der overvintrer i Afrika.

## Udseende
Størrelsen på hønsefugle varierer fra den lille kinesiske dværgvagtel (Excalfactoria chinensis) på 12,5 centimeter og omkring 30 gram til den 10 gange større vilde kalkun (Meleagris gallopavo) fra Nordamerika, som kan blive omkring 1,2 meter lang og veje op til 14 kilo.
Hos hønsefuglene er hovedet lille og ofte med nøgne hudpartier, der både kan skifte form og farve alt efter deres sindsstemning. Næbbet er kort, men kraftigt og stærkt hvælvet. Kroppen er forholdsvis tung, hvilket sammen med ret korte vinger gør flugten klodset og støjende. Hannen er oftest væsentligt større end hunnen. Fjerdragten kan også være forskellig mellem de to køn, med hannen som den mest farvestrålende, mens hunnen er bedre camoufleret i brune og grålig farvenuancer, hvilket er en fordel, når hunnen oftest alene udruger æggene og fører ungerne. Benene er høje og kraftige, med fødder, der er velegnede til at skrabe i jorden. Bagtåen er svagt udviklet og højt placeret.

## Levevis
Føden består oftest af bær, frø eller grønne plantedele. Insekter og andre smådyr har især betydning som ungernes føde. Hønsefuglenes yngleforhold kan være meget forskellig fra art til art, fx er fasanen polygam, agerhønen monogam og hos urfuglen findes promiskuitet.
Ungerne er stærkt udviklede ved klækningen og forlader reden, så snart de er tørre. Det varer heller ikke længe, før de første svingfjer udvikles, således at ungerne hurtigt er i stand til at flyve over kortere afstande.

## Klassifikation
Hønsefuglene deles i fem familier, hvor Phasianidae er den største med 180 arter fordelt på 52 slægter:
- Tallegallahøns (Megapodiidae).
- Perlehøns (Numididae).
- Tandvagtler (Odontophoridae).
- Fasanfugle (Phasianidae).
- Hokkoer (Cracidae).